# Wen-Do
Wen-Do es un sistema de autodefensa especial para mujeres desarrollado en Canadá en los años sesenta por Anne y Ned Paige. El nombre combina la contracción wen de la palabra inglesa Women, mujeres,  y la palabra japonesa do que significa camino. Wen-Do está considerada como un arte marcial híbrida.

## Historia
El 13 de marzo de 1964, una mujer llamada Kitty Genovese fue asesinada en la calle por un desconocido. Anne y Ned Paige, un matrimonio de Toronto que practicaba artes marciales, preocupados por la noticia, desarrollaron, tras investigar con la ayuda de la policía las situaciones más comunes en esta clase de ataques, un método de defensa personal física para mujeres que resultaba más fácil de aprender que las artes marciales clásicas.
La formación en Wen-Do se centra en escenarios de agresión en los que puede encontrarse como víctima una mujer, como un intento de violación o agresiones domésticas. Las clases incluyen técnicas de percepción para prever la posibilidad de una agresión y evitar un ataque por sorpresa. El Wen-Do supuso en ese momento un cambio de actitud importante, ya que se alejaba de consejos de recato en la forma de vestir para evitar llamar la atención de los agresores; y proponía un papel activo de las mujeres en su propia y legítima defensa.
El sistema de autodefensa Wen-Do se ha extendido por Estados Unidos, Canadá, Australia, Japón, Europa, Sudáfrica y Egipto, entre otros lugares.

### AsociaciónWen-DoCanadá
La difusión del sistema de autodefensa se realiza desde la asociación Wen-Do Women’s Self Defence, organización canadiense dedicada a formar a mujeres en todo el mundo. Su objetivo incluye  también desacreditar los mensajes culpabilizantes,  opresivos y racistas que se dirigen a las mujeres, y a honrar su resiliencia, su fuerza y su determinación. Desde su primera clase en 1964, han desarrollado más de 5.000 cursos y más de 100.000 mujeres han pasado por sus talleres.